# ژوا پدرو سوسا سیلوا
ژوا پدرو سوسا سیلوا (پرتغالی: João Pedro Sousa Silva؛ زادهٔ ۱۳ نوامبر ۱۹۹۶) بازیکن فوتبال اهل پرتغال است.

## باشگاهی
از باشگاه‌هایی که او در آن بازی کرده‌، می‌توان به باشگاه فوتبال ژیل ویسنته اشاره کرد.

## تیم ملی
او همچنین در تیم ملی فوتبال زیر ۲۰ سال پرتغال بازی کرده است.